# ボブ・ビーマー
ロバート・"ボブ"・ジョセフ・ビーマー（Robert "Bob" Joseph Beemer, 1955年2月8日 - ）は、アメリカ合衆国のサウンドミキサーである。

## 生い立ちとキャリア
カリフォルニア州ロサンゼルスで生まれる。1973年にロヨラ高校を卒業後、ロヨラ・メリーマウント大学でコミュニケーションアートと英語を学び、 1977年にその両方の学士号を得た。その後音響の世界に興味を持ち、映画のミキサーとなった。初めて録音に参加した作品は『ルーツ』（1977年）であった。アカデミー録音賞には7度ノミネートされ、そのうち『スピード』（1994年）、『グラディエーター』（2000年）、『Ray/レイ』（2004年）、『ドリームガールズ』（2006年）で受賞を果たした。

## 受賞とノミネート
| 賞               | 年   | 部門   | 作品名                       | 結果       |
| ---------------- | ---- | ------ | ---------------------------- | ---------- |
| アカデミー賞     | 1993 | 録音賞 | クリフハンガー               | ノミネート |
| アカデミー賞     | 1994 | 録音賞 | スピード                     | 受賞       |
| アカデミー賞     | 1996 | 録音賞 | インデペンデンス・デイ       | ノミネート |
| アカデミー賞     | 2000 | 録音賞 | グラディエーター             | 受賞       |
| アカデミー賞     | 2002 | 録音賞 | ロード・トゥ・パーディション | ノミネート |
| アカデミー賞     | 2004 | 録音賞 | Ray/レイ                     | 受賞       |
| アカデミー賞     | 2006 | 録音賞 | ドリームガールズ             | 受賞       |
| 英国アカデミー賞 | 1994 | 録音賞 | スピード                     | 受賞       |
| 英国アカデミー賞 | 1996 | 録音賞 | インデペンデンス・デイ       | ノミネート |
| 英国アカデミー賞 | 1999 | 録音賞 | アメリカン・ビューティー     | ノミネート |
| 英国アカデミー賞 | 2000 | 録音賞 | グラディエーター             | ノミネート |
| 英国アカデミー賞 | 2004 | 録音賞 | Ray/レイ                     | 受賞       |